# Cacongo (municipalité)
Pour les articles homonymes, voir Cacongo.

Cacongo est une municipalité de la province du Cabinda en Angola. Elle est composée des communes de Landana (Lândana), Dinge et Massabi. Sa superficie est de 1 732 km2 et sa population environ 21 000 habitants en 2006. La municipalité est entourée au nord par la municipalité de Buco-Zau, au sud par Cabinda, à l'ouest par l'océan Atlantique. Elle fut créée le 8 janvier 1941. Son chef-lieu est Landana, qui s'appelait Vila Guilherme Capelo entre 1941 et 1975.